# Залесе (Нідзицький повіт)
Залесе (пол. Zalesie, нім. Salleschen) — село в Польщі, у гміні Козлово Нідзицького повіту Вармінсько-Мазурського воєводства.
Населення — 113 осіб (2011).
У 1975-1998 роках село належало до Ольштинського воєводства.

## Демографія
Демографічна структура станом на 31 березня 2011 року:
|          | Загалом | Допрацездатний вік | Працездатний вік | Постпрацездатний вік |
| -------- | ------- | ------------------ | ---------------- | -------------------- |
| Чоловіки | 59      | 18                 | 36               | 5                    |
| Жінки    | 54      | 15                 | 30               | 9                    |
| Разом    | 113     | 33                 | 66               | 14                   |